# Breza (Sjenica)
Pour les articles homonymes, voir Breza.
Breza (en serbe cyrillique : Бреза) est un village de Serbie situé dans la municipalité de Sjenica, district de Zlatibor. Au recensement de 2011, il comptait 89 habitants.
En serbe, Breza signifie « le bouleau ».

## Démographie
| 1948 | 1953 | 1961 | 1971 | 1981 | 1991 | 2002 | 2011 |
| ---- | ---- | ---- | ---- | ---- | ---- | ---- | ---- |
| 403  | 471  | 505  | 260  | 246  | 89   | 212  | 89   |

|  |